# Mystacides niger
Mystacides niger is een schietmot uit de familie Leptoceridae. De soort komt voor in het Palearctisch gebied.  Het is een zwart schietmotje met lange antennen en bruine ogen. 

## Kenmerken
Mystacides nigra heeft lange antennes die twee of driemaal langer dan het lichaam zijn. Het eerste gedeelte is wit. Het heeft een zijwaarts staande palpen vooraan de kop. De mannetjes hebben grotere ogen dan de vrouwtjes.
Mystacides nigra lijkt op Mystacides azurea, maar deze heeft rode ogen en een meer blauwachtige glans op de voorvleugels.

## Voorkomen
In Nederland komt de soort algemeen voor.